# Campionati italiani di taekwondo del 2010
I Campionati italiani di taekwondo del 2010 sono stati organizzati dalla Federazione Italiana Taekwondo e si sono svolti all'interno del  Nelson Mandela Forum di Firenze, in Toscana, nel weekend del 20-21 novembre 2010.
L'evento, riservato alle cinture nere senior, ha assegnato medaglie in otto categorie di peso diverse sia agli uomini che alle donne.
Si è trattata della quarantunesima edizione dei campionati.

## Podi

### Uomini
| Categoria               | Oro                                                  | Argento                                                | Bronzo                                                                                  |
| fino a 54 kg (dettagli) | Pasquale Stano (Tae Action Center)                   | Simone Aletta (New Green Form)                         | Dario Chiaramida (Kim Yu Sin) Fabio Spiga (Asd Centro Taekwondo San Sperate)            |
| fino a 58 kg (dettagli) | Gabriele Crisafulli (Asd Tiger’s Den Taekwondo)      | Francesco Palma (Centro Taekwondo Olimpico Club Lecce) | Stefano Cazzato (Tkd Gold Team) Dario Festa (Asd Polisportiva Flegrea L.)               |
| fino a 63 kg (dettagli) | Diego Redina Fiamme Oro                              | Danilo Di Maggio (New Marzial Mesagne)                 | Andrea Lucchese (A.S.D. Tkd Sport Center) Mattia Castellaneta (A.S.D. Action Taekwondo) |
| fino a 68 kg (dettagli) | Claudio Treviso Esercito                             | Roberto Chiarella Fiamme Oro                           | David Thomas (Centro Taekwondo Firenze) Simone Arduini (Team Arduini)                   |
| fino a 74 kg (dettagli) | Adriano Manciocchi (A.S.D. Team Elios Arti Marziali) | Simone Di Roberto (Scuola Taekwondo Nolano)            | Antonino Cappello (Centro Taekwondo Firenze) Fabrizio Critelli (Centro Tkd Kukkiwon)    |
| fino a 80 kg (dettagli) | Mauro Sarmiento Esercito                             | Gianluca D’Alessandro (Tkd Team D’Alessandro)          | Raffaele Lambiasi (Tkd Club Latina) Gianni Guglielmo Carabinieri                        |
| fino a 87 kg (dettagli) | Carlo Molfetta Carabinieri                           | Andrea Fadini (Olimpico Club 2 Brescia)                | Alex Ferrara Fiamme Gialle Enea Teneggi (Taekwondo Tricolore)                           |
| Oltre 87 kg (dettagli)  | Leonardo Basile Esercito                             | Marco Palmacci Fiamme Oro                              | Marco Forcina (Pol Natural Force John Grimek) Vito Luiso (Fisic Center)                 |

### Donne
| Categoria               | Oro                                               | Argento                                      | Bronzo                                                                                      |
| fino a 46 kg (dettagli) | Melania Zonfrillo (Centro Sportivo La Pietra Asd) | Luciana Magarò (Cus Cosenza)                 | Federica Sciacca (Asd Tiger’s Den Taekwondo) Valentina Sivero (A.S.D. New Olimpic Scampia)  |
| fino a 49 kg (dettagli) | Roberta Ramazzotto Esercito                       | Giovanna Polese (Tkd Torre del Greco)        | Maddalena Tortorella (Centro Azzurro Taekwondo) Michela Deidda (Ssd Tkd Sport Perdasdefogu) |
| fino a 53 kg (dettagli) | Federica Mastrantoni (Fiamme Azzurre)             | Serena Napolano (Cs Canguro)                 | Carla Tortorella (Centro Azzurro Taekwondo) Jessica Cardini (Centro Tkd Prati)              |
| fino a 57 kg (dettagli) | Eleonora Platania Carabinieri                     | Debora Cassetta (Ch’On Gi Club Tkd Fabriano) | Ambra Tontini (Asd Centro Tkd Pezzolla) Jessica Salsedo (Scuola Taekwondo Nolano)           |
| fino a 62 kg (dettagli) | Michela Grandino (Tkd Capaccio)                   | Martina Improta (Sport Village Tkd)          | Sara Zannini (Tkd Olimpic Ancona) Margherita Zocco Fiamme Oro                               |
| fino a 67 kg (dettagli) | Beatrice Pirazzi (Centro Tkd Prati)               | Federica Del Coco (Olimpico Lecce)           | Maria Cristina Stornelli (Tkd Celano) Isabella Colucci Esercito                             |
| fino a 73 kg (dettagli) | Paola Andreozzi (Tkd Competition)                 | Mara Rattone (Scuola Tkd Genova)             | -                                                                                           |
| Oltre 73 kg (dettagli)  | Raffaella Capotosto (Libertas Park Itri-Formia)   | Filomena Gallone (As Condor)                 | Raffaella Corona (Tkd Astroclub Alghero) -                                                  |

## Medagliere società
| Pos. | Società                              | Oro | Argento | Bronzo |   |
| ---- | ------------------------------------ | --- | ------- | ------ | - |
| 1    | Esercito                             | 4   | 0       | 1      | 5 |
| 2    | Carabinieri                          | 2   | 0       | 1      | 3 |
| 3    | Fiamme Oro                           | 1   | 2       | 1      | 4 |
| 4    | Asd Tiger’s Den Taekwondo            | 1   | 0       | 1      | 2 |
| 5    | Centro Tkd Prati                     | 1   | 0       | 1      | 2 |
| 5    | Asd Team Elios Arti Marziali         | 1   | 0       | 0      | 1 |
| 5    | Centro Sportivo La Pietra Asd        | 1   | 0       | 0      | 1 |
| 5    | Fiamme Azzurre                       | 1   | 0       | 0      | 1 |
| 5    | Libertas Park Itri-Formia            | 1   | 0       | 0      | 1 |
| 5    | Tae Action Center                    | 1   | 0       | 0      | 1 |
| 5    | Tkd Capaccio                         | 1   | 0       | 0      | 1 |
| 5    | Tkd Competition                      | 1   | 0       | 0      | 1 |
| 6    | Scuola Taekwondo Nolano              | 0   | 1       | 1      | 2 |
| 7    | As Condor                            | 0   | 1       | 0      | 1 |
| 7    | Centro Taekwondo Olimpico Club Lecce | 0   | 1       | 0      | 1 |
| 7    | Ch’On Gi Club Tkd Fabriano           | 0   | 1       | 0      | 1 |
| 7    | Cs Canguro                           | 0   | 1       | 0      | 1 |
| 7    | Cus Cosenza                          | 0   | 1       | 0      | 1 |
| 7    | New Green Form                       | 0   | 1       | 0      | 1 |
| 7    | New Marzial Mesagne                  | 0   | 1       | 0      | 1 |
| 7    | Olimpico Club 2 Brescia              | 0   | 1       | 0      | 1 |
| 7    | Olimpico Lecce                       | 0   | 1       | 0      | 1 |
| 7    | Scuola Tkd Genova                    | 0   | 1       | 0      | 1 |
| 7    | Sport Village Tkd                    | 0   | 1       | 0      | 1 |
| 7    | Tkd Team D’Alessandro                | 0   | 1       | 0      | 1 |
| 7    | Tkd Torre del Greco                  | 0   | 1       | 0      | 1 |
| 8    | Centro Taekwondo Firenze             | 0   | 0       | 2      | 2 |
| 8    | Centro Azzurro Taekwondo             | 0   | 0       | 2      | 2 |
| 9    | Asd Action Taekwondo                 | 0   | 0       | 1      | 1 |
| 9    | Asd Centro Taekwondo San Sperate     | 0   | 0       | 1      | 1 |
| 9    | Asd Centro Tkd Pezzolla              | 0   | 0       | 1      | 1 |
| 9    | Asd New Olimpic Scampia              | 0   | 0       | 1      | 1 |
| 9    | Asd Polisportiva Flegrea L.          | 0   | 0       | 1      | 1 |
| 9    | Asd Tkd Sport Center                 | 0   | 0       | 1      | 1 |
| 9    | Centro Tkd Kukkiwon                  | 0   | 0       | 1      | 1 |
| 9    | Fiamme Gialle                        | 0   | 0       | 1      | 1 |
| 9    | Fisic Center                         | 0   | 0       | 1      | 1 |
| 9    | Kim Yu Sin                           | 0   | 0       | 1      | 1 |
| 9    | Pol Natural Force John Grimek        | 0   | 0       | 1      | 1 |
| 9    | Ssd Tkd Sport Perdasdefogu           | 0   | 0       | 1      | 1 |
| 9    | Taekwondo Tricolore                  | 0   | 0       | 1      | 1 |
| 9    | Team Arduini                         | 0   | 0       | 1      | 1 |
| 9    | Tkd Astroclub Alghero                | 0   | 0       | 1      | 1 |
| 9    | Tkd Celano                           | 0   | 0       | 1      | 1 |
| 9    | Tkd Club Latina                      | 0   | 0       | 1      | 1 |
| 9    | Tkd Gold Team                        | 0   | 0       | 1      | 1 |
| 9    | Tkd Olimpic Ancona                   | 0   | 0       | 1      | 1 |